# Цілком таємно (сезон 11)
Одинадцятий сезон американського фантастичного телесеріалу «Цілком таємно» стартував 3 січня 2018 року на телеканалі Fox. Серіал продовжує оповідати історію спеціальних агентів Федерального бюро розслідувань (ФБР) — Фокса Малдера (Девід Духовни) та Дейни Скаллі (Джилліан Андерсон). Головною сюжетною лінією, яка взяла свій початок в попередньому сезоні, залишається пошук сина Малдера та Скаллі — Вільяма.

## У ролях та персонажі

### Головні персонажі
- Фокс Малдер (Девід Духовни) — спеціальний агент ФБР, який повертається працювати в спеціальний відділ з грифом «X». Він як і раніше вірить у паранормальні явища та існування позаземного життя, хоча, протягом усього серіалу, його віра починає коливатися.
- Дейна Скаллі (Джилліан Андерсон) — спеціальний агент ФБР, лікар і вчена, яка повертається працювати в спеціальний відділ з грифом «X». Спочатку скептик, з часом стає більш відкритою до можливості існування паранормальних явищ. Хоче повернути свого сина Вільяма, якого віддала на виховання до прийомних батьків задля збереження його життя.
- Волтер Скіннер (Мітч Піледжі) — помічник директора ФБР і союзник Малдера та Скаллі.

### Другорядні персонажі
- Курець (Вільям Б. Девіс) — колишній урядовець та член таємного Синдикату, який існував для приховання правди про існування інопланетян. Готує нову змову задля створення вбивчого вірусу.
- Моніка Рейес (Аннабет Гіш) — колишній спеціальний агент ФБР. Працює на Курця.
- Ліз Ейнштейн (Лорен Емброуз) — спеціальний агент ФБР і лікар, напарниця Кіда Міллера. Жорсткий скептик існування паранормальних явищ.
- Кід Міллер (Роббі Амелл) — спеціальний агент ФБР, напарник Ліз Ейнштейн. Відкритий до сприйняття паранормальних явищ.
- Кассандра Спендер (Вероніка Картрайт) — колишня дружина Курця та мати Джефрі Спендера, яку хотіли вбити інопланетні повстанці в шостому сезоні.[2]
- Джефрі Спендер (Кріс Оуенс) — спеціальний агент ФБР, син Курця і його колишньої дружини, багаторазово викраденої Кассандри Спендер, а також зведений брат Фокса Малдера. До 9 сезону вважалося, що Спендер був убитий Курцем, проте він, жахливо знівечений, повернуся в епізоді «Вільям» і допоміг синові Скаллі та Малдера — Вільяму.[3]
- Річард Ленглі (Дін Гаглунд) — член групи віруючих у змови та паранормальні явища під назвою «Самотні стрільці».

## Епізоди
Епізоди позначені подвійним хрестиком () належать до міфології серіалу.
| № п/п | № в сезоні | Назва                                                              | Режисер      | Сценарист                     | Оригінальний показ | Оригінальний показ українською | Код    | Рейтинг |
| --- | ---------- | ------------------------------------------------------------------ | ------------ | ----------------------------- | ------------------ | ------------------------------ | ------ | ------- |
| 209 | 1          | «My Struggle III » · «Моя боротьба III»                            | Кріс Картер  | Кріс Картер                   | 3 січня 2018       | TBA                            | 2AYW01 | 5.15    |
| Скаллі госпіталізовують після того, як вона втрачає свідомість в кабінеті Фокса Малдера. Дізнавшись про її загадкові видіння Малдер починає розслідування і виходить на колишніх членів синдикату: пана Ігрека та Еріку Прайс, які переслідують мету колонізації Всесвіту. Курець та Моніка Рейес зустрічаються з Волтером Скіннером і просять приєднатися до них.                     |            |                                                                    |              |                               |                    |                                |        |         |
| 210 | 2          | «This» «Це»                                                        | Глен Морган  | Глен Морган                   | 10 січня 2018      | TBA                            | 2AYW02 | 3.95    |
| Віртуальна свідомість Річарда Ленглі звертається за допомогою до Малдера та Скаллі. Ленглі просить своїх друзів закрити проект в якому силою утримуються свідомості видатних людей науки, які фактично стали цифровими рабами, у яких забирають ідеї. Малдер виявляє, що Еріка Прайс керує цим проектом. Він її затримує на деякий час, щоб Скаллі встигла вимкнути сервери симуляції. |            |                                                                    |              |                               |                    |                                |        |         |
| 211 | 3          | «Plus One» «Плюс один»                                             | Кевін Хукс   | Кріс Картер                   | 17 січня 2018      | TBA                            | 2AYW03 | 3.95    |
| Розслідуючи декілька смертей, в яких жертви постраждали від допплегандерів, Малдер та Скаллі виходять на близнюків хворих на шизофренію, які використовують імена людей у своїй смертельній грі. |            |                                                                    |              |                               |                    |                                |        |         |
| 212 | 4          | «The Lost Art of Forehead Sweat» «Втрачене мистецтво поту на лобі» | Дарін Морган | Дарін Морган                  | 24 січня 2018      | TBA                            | 2AYW04 | 3.87    |
| Фокс Малдер та Дейна Скаллі зіткнулися з ефектом Мандели, за яким люди пам'ятають хибні та перекручені спогади. Таким чином спеціальні агенти дізнаються альтернативну історію виникнення відділу з грифом «X». |            |                                                                    |              |                               |                    |                                |        |         |
| 213 | 5          | «Ghouli » · «Гуль»                                                 | Джеймс Вонг  | Джеймс Вонг                   | 31 січня 2018      | TBA                            | 2AYW05 | 3.64    |
| Пара дівчат-підлітків нападають один на одного, кожна з яких вважає, що інша — чудовисько, яке зветься «Гуль». Малдер та Скаллі приходять до висновку, що це розслідування привело їх до втраченого сина Вільяма. |            |                                                                    |              |                               |                    |                                |        |         |
| 214 | 6          | «Kitten» «Кошеня»                                                  | Керол Банкер | Гейб Роттер                   | 7 лютого 2018      | TBA                            | 2AYW06 | 3.74    |
| Волтер Скіннер залишає службу, отримавши лист, який нагадав про минулі роки. За дорученням заступника директора ФБР, Елвіна Керша, спеціальні агенти Малдер та Скаллі намагаються знайти його, а разом з цим їх почуття провини по відношенню до Скіннера зростає. |            |                                                                    |              |                               |                    |                                |        |         |
| 215 | 7          | «Rm9sbG93ZXJz»                                                     | Глен Морган  | Шеннон Гамблін, Крістен Клоук | 28 лютого 2018     | TBA                            | 2AYW07 | 3.23    |
| 216 | 8          | «Familiar» «Знайомий»                                              | Голлі Дейл   | Бенджамін Ван Аллен           | 7 березня 2018     | TBA                            | 2AYW09 | 3.46    |
| 217 | 9          | «Nothing Lasts Forever» «Ніщо не вічне»                            | Джеймс Вонг  | Карен Нільсен                 | 14 березня 2018    | TBA                            | 2AYW08 | 3.01    |
| 218 | 10         | «My Struggle IV » · «Моя боротьба IV»                              | Кріс Картер  | Кріс Картер                   | 21 березня 2018    | TBA                            | 2AYW10 | 3.43    |

## Виробництво

### Передумови
У травні 2015 року в інтерв'ю Entertainment Weekly, Девід Духовни заявив, якщо заплановане відродження у 2016 році стане успішним, то він буде зацікавлений в продовженні. Пізніше голова Fox Television Group — Дана Уолден і головний виконавчий директор Fox — Гарі Ньюман заявили, що відкриті до переговорів щодо продовження серіалу. В інтерв'ю Variety до прем'єри 10 сезону, Джилліан Андерсон, Духовни, і Уолден заявили про свою готовність зробити ще один сезон. В інтерв'ю TV Guide, Кріс Картер підтвердив плани на додаткові епізоди. У травні 2016 року Уолден повідомила про успішні переговори для продовження серіалу на ще один сезон. 20 квітня 2017 року компанія Fox офіційно оголосила про те, що «Цілком таємно» повернеться з одинадцятим сезоном, який складеться з десяти епізодів, які будуть транслюватися в телевізійному сезоні 2017—2018 років після зйомок в середині 2017 року.

### Сценарій
До команди сценаристів одинадцятого сезону увійшли Кріс Картер, Глен Морган, Дарін Морган, Джеймс Вонг, а також новачки, які були раніше частиною виробничого персоналу серіалу — Гейб Роттер (асистент сценариста), Бенджамін Ван Аллен (асистент сценариста) і Бред Фоллмер (асистент Кріса Картера). У серпні 2017 року, було оголошено, що дві жінки-сценаристки приєдналися до команди. Сезон, що складатиметься з 10 епізодів, матиме два епізоди, що відносяться до, так званої, «міфології» серіалу.

### Кастинг
На додачу до Духовни та Андерсон, був підтверджений Мітч Піледжі, який повторить свою роль Волтера Скіннера. Також заявлено про повернення Вільяма Б. Девіса в ролі Курця та Еннабет Ґіш, як Моніки Рейес. У серпні 2017 року, було підтверджено, що Роббі Амелл і Лорен Емброуз продовжать грати спеціальних агентів Міллера та Ейнштейн, які вперше з'явилися в 10 сезоні. У вересні 2017 року, було оголошено, що Карін Коновал, яка зіграла місіс Пікок в четвертому сезоні в епізоді «Дім» зіграє нового персонажа в одинадцятому сезоні. В жовтні 2017 року стало відомо, що актор-початківець Джеремі Шютце зіграє молодого Курця. В грудні 2017 року в інтерв'ю TVLine Джилліан Андерсон повідомила, що це її останній сезон. Коментуючи Кріс Картер заявив, що не буде працювати над «Цілком таємно» без її персонажа: «Для мене серіал завжди був про Малдера та Скаллі. Тому я ніколи не розглядав варіант „Цілком таємно“ без Джилліан.»

### Зйомки
Знімальний процес розпочався в серпні 2017 року в Британській Колумбії, що у Ванкувері, де був знятий попередній сезон разом з оригінальними п'ятьма сезонами. Після того, як розгорівся скандал з приводу відсутності жінок в команді сценаристів та режисерів, в серпні 2017 року було оголошено, що Керол Банкер, яка працювала над сценаріями оригінального серіалу, а також була режисером одного епізоду в серіалі «Самотні стрільці», разом з Голлі Дейл приєдналися до роботи над серіалом в якості режисерів.

## Прийом

### Відгуки
Одинадцятий сезон отримав переважно позитивні відгуки від критиків і в даний час на ресурсі Metacritic має оцінку 67 з 100 на основі 17 відгуків. На основі перших п'яти епізодів, які надали для перегляду критикам, Ліз Шеннон Міллер із журналу IndieWire дала сезону позитивний відгук «B+» класу. При цьому Міллер назвала прем'єру нового сезону поганою, проте вона була набагато більш позитивною до наступних чотирьох самостійних епізодів, написавши, що в сезоні «є деякі інтригуючі таємниці, моторошні моменти та суцільний екшн», а також похвалила комедійний внесок Даріна Моргана, назвавши його епізод «фантастичним». У цілому, вона зазначила, що «11-й сезон не можна назвати абсолютно ідеальним, але він живий, сфокусований на персонажах і виглядає куди більш цілісним, ніж ми очікували, — значне поліпшення в порівнянні з 10-м сезоном, яке дарує нам щиру надію на другу половину сезону. Вперше за довгий час ми хочемо побачити ще більше».